# Seznam zimbabvejskih politikov
Seznam zimbabvejskih politikov.

## B
- Canaan Banana
- Tendai Biti
- P. K. van der Byl

## C
- Nelson Chamisa
- Patrick Chinamasa
- Herbert Chitepo
- Constantino Chiwenga
- Kirsty Coventry

## D
- Clifford Dupont

## E
- Henry Everard

## G
- Border Gezi
- Humphrey Gibbs
- Josiah Zion Gumede

## K
- Saviour Kasukuwere
- Thokozani Khuphe

## M
- Simba Makoni
- Witness Mangwende
- Emmerson Mnangagwa
- Jonathan Moyo
- Sibusiso Moyo
- Phelekezela Mphoko
- Joseph Msika
- Olivia Muchena
- Oppah Muchinguri
- Stan Mudenge
- Robert Mugabe
- Joice "Teurai-Ropa" Mujuru
- Solomon Mujuru
- David Mukome
- Simbarashe Mumbengegwi
- Arthur Mutambara
- Didymus Mutasa
- Simon Muzenda
- Walter Mzembi

## N
- Welshman Ncube
- Joshua Nkomo

## P
- Jack William Pithey

## S
- Sydney Sekeramayi
- Nathan Shamuyarira
- Perence Shiri
- Gibson Sibanda
- Ndabaningi Sithole
- Ian Smith

## T
- Edgar Tekere
- Josiah Tongogara
- Morgan Tsvangirai

## W
- John Wrathall